# Ranunculus hookeri
Ranunculus hookeri là một loài thực vật có hoa trong họ Mao lương. Loài này được Schltdl. miêu tả khoa học đầu tiên năm 1835.